# A Namorada (canção de Carlinhos Brown)
"A Namorada" é uma canção do músico brasileiro Carlinhos Brown.
Foi um dos primeiros grandes sucessos da discografia solo de Carlinhos Brown. Lançada no álbum Alfagamabetizado, de 1996, a música estourou nas rádios, além de na TV, com um videoclipe. Também foi com esta música que Carlinhos Brown fez uma participação no filme Velocidade Máxima 2.

## Prêmios e indicações
| Ano  | Prêmio                 | Categoria                                 | Resultado |
| ---- | ---------------------- | ----------------------------------------- | --------- |
| 1997 | MTV Video Music Brasil | Videoclipe do Ano                         | Indicado  |
| 1997 | MTV Video Music Brasil | Escolha da Audiência                      | Indicado  |
| 1997 | MTV Video Music Brasil | Videoclipe de Pop                         | Indicado  |
| 1997 | MTV Video Music Brasil | Direção em Videoclipe                     | Indicado  |
| 1997 | MTV Video Music Brasil | Fotografia em Videoclipe                  | Indicado  |
| 1997 | MTV Video Music Awards | Escolha do Público Internacional - Brasil | Indicado  |